# Ancien Hôtel-Dieu de Laon
L'ancien Hôtel-Dieu de Laon est un ancien hôtel-Dieu situé à Laon, en France. Situé au sud du parvis de la cathédrale, il est classé monument historique et sert actuellement d'office de tourisme.
C'est le premier des trois hôtels-Dieu successifs de la ville : un autre a ensuite été construit par les chanoines, sur le même parvis, mais au nord, et transformé depuis en « Maison des arts et loisirs » ; un troisième a été transplanté dans l'ancienne abbaye Saint-Martin.

## Description
L'architecture de l'actuel Hôtel-Dieu du XIIe siècle est sur quatre niveaux, une cave, un niveau semi-enterré et un donnant sur le parvis de la cathédrale, sur le cloitre le tout avec un niveau sous le toit.

## Localisation
L'Hôtel-Dieu du XIIe siècle est situé en ville-haute, au cœur de la ville médiévale en tenant le sud du parvis de la cathédrale de Laon. Le premier étage servait de salle de soins pour les malades et était servi par les médecins de l'école de Laon, celle du rez-de-chaussée, actuellement semi-enterrée à l'accueil des gens de passage.

## Historique
L'hôtel-Dieu a été bâti vers 1167 par le chapitre cathédrale. Le monument est classé au titre des monuments historiques en 1928 puis en 1942.

## Galerie d'images

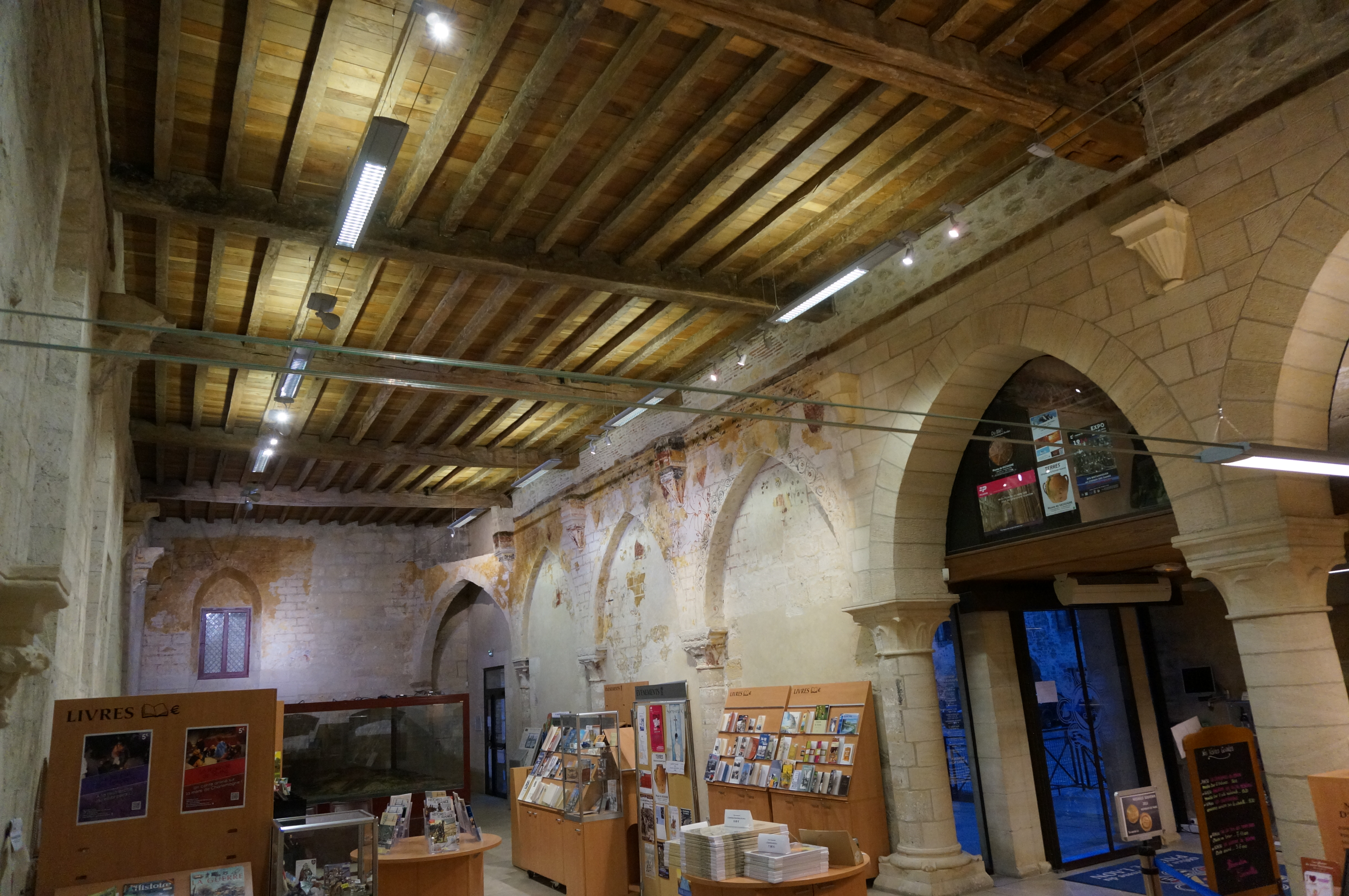
Niveau de soins aux malades, actuel office du tourisme.
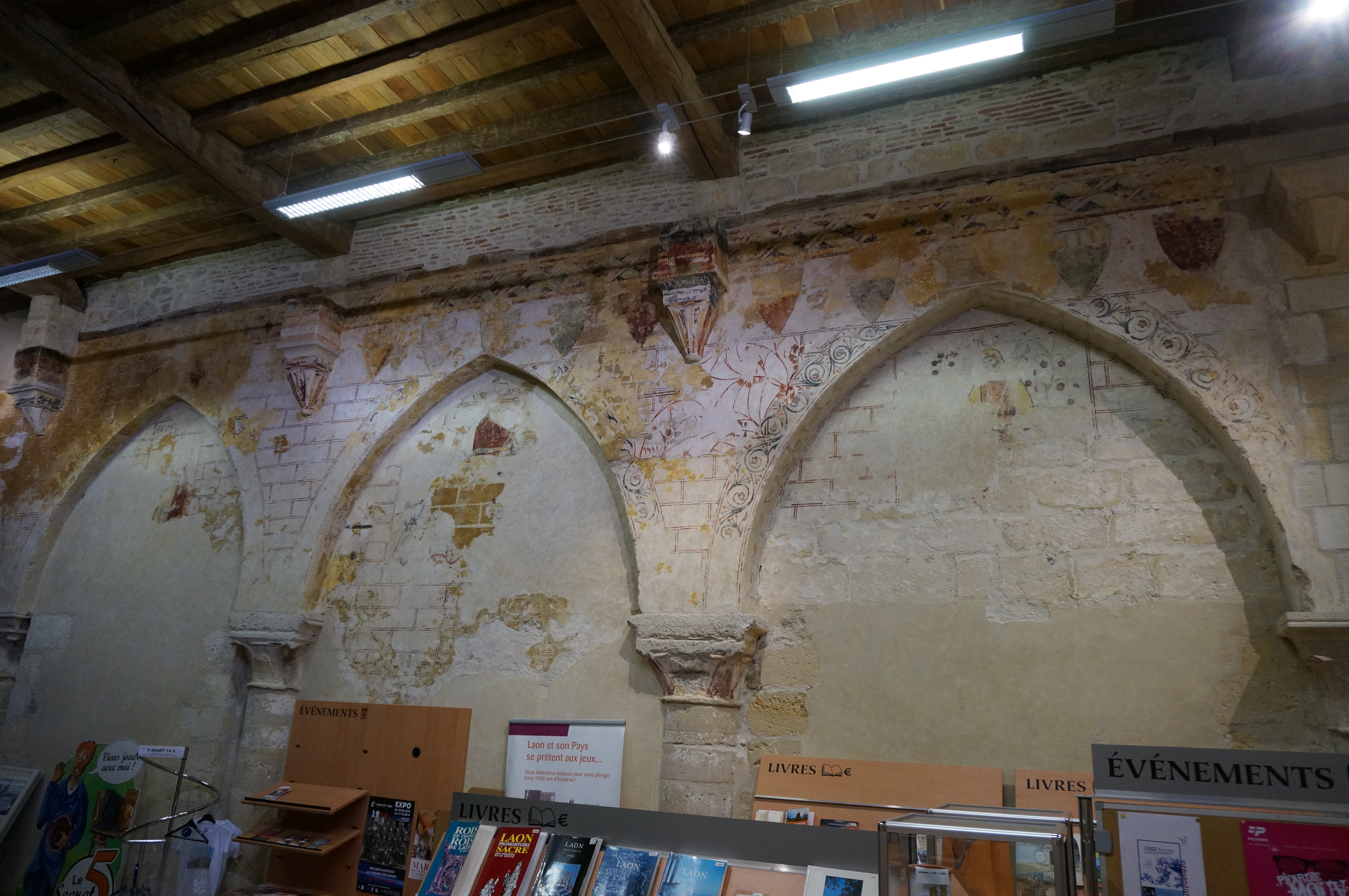
Peintures du Moyen Âge.
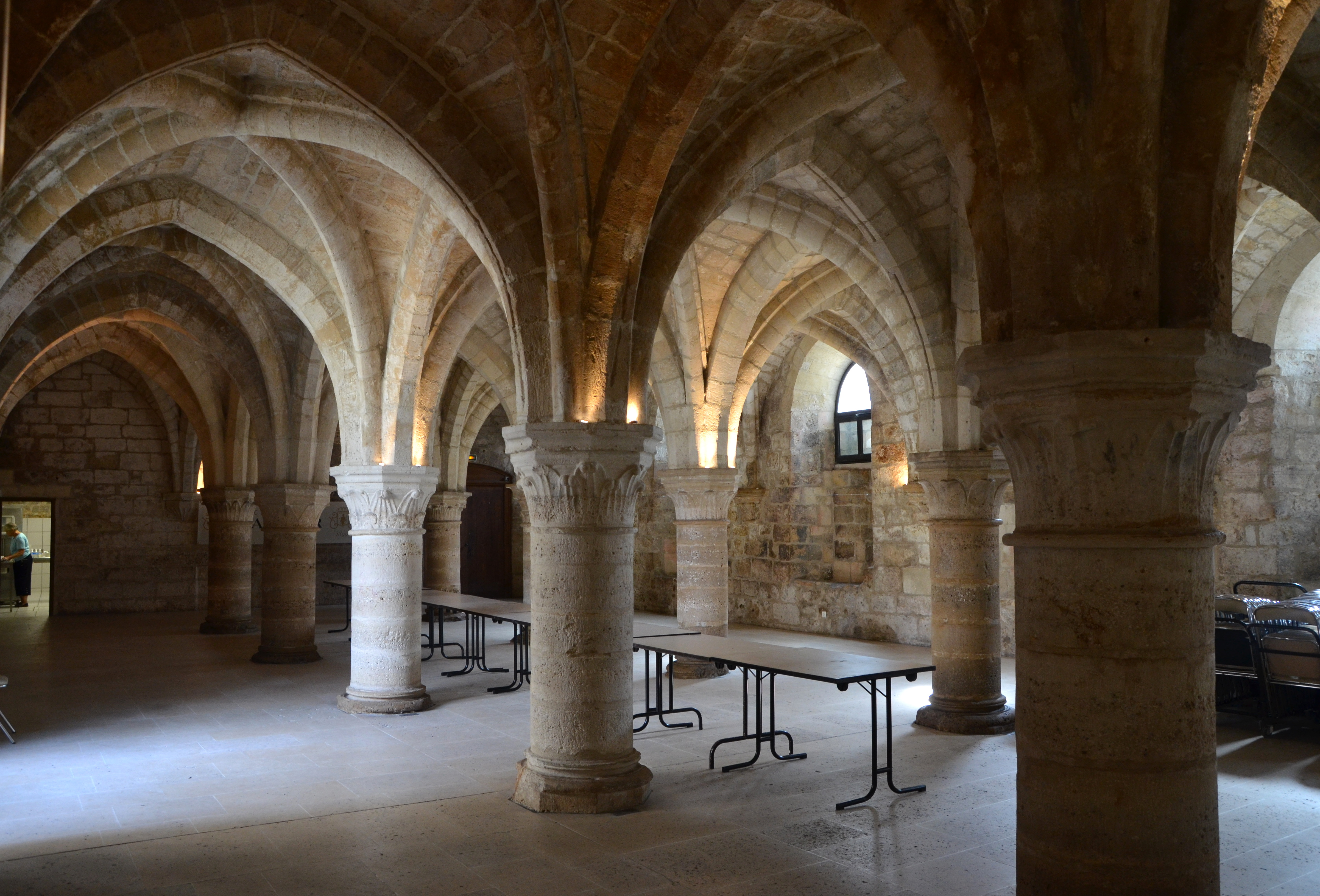
L'ancienne salle d'accueil.
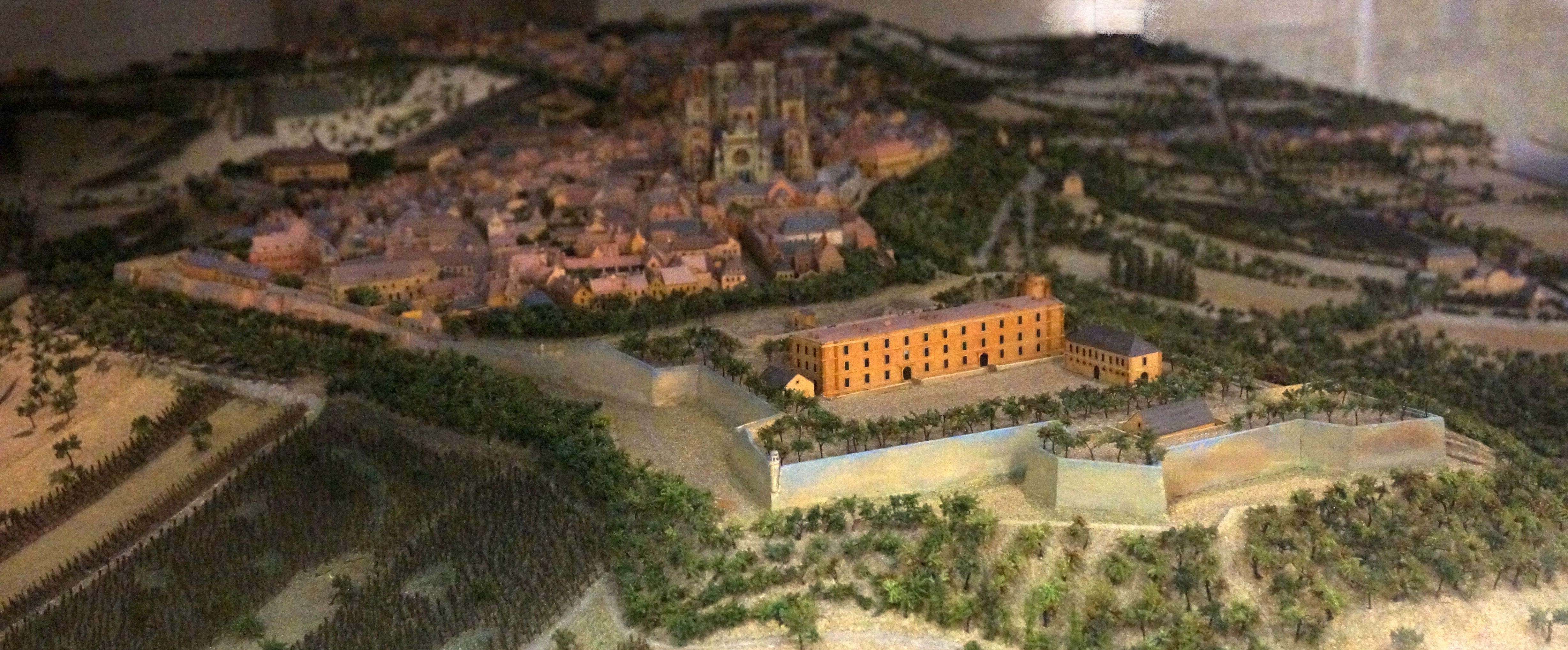
Maquette de Laon.